# Wrotkarstwo szybkie na Plażowych Igrzyskach Azjatyckich 2012
Podczas III Plażowych Igrzysk Azjatyckich rozegrano osiem konkurencji w wyścigach wrotkarskich - po cztery męskie i żeńskie. Zawody odbywały się w dniach od 17 do 18 czerwca 2012 r. 

## Medaliści

### Mężczyźni
| Konkurencja                      | Złoty                                 | Srebrny                               | Brązowy                                |
| Jazda indywidualna na czas 200 m | Chińskie Tajpej (TPE) Kao Mao-chieh   | Korea Południowa (KOR) Eum Han-jun    | Korea Południowa (KOR) Lee Myung-kyu   |
| Sprint na 500 m                  | Korea Południowa (KOR) Lee Myung-kyu  | Chińskie Tajpej (TPE) Lo Wei-lin      | Chiny (CHN) He Xin                     |
| Jazda na punkty 10000 m          | Chińskie Tajpej (TPE) Chen Yan-cheng  | Korea Południowa (KOR) Son Geun-seong | Korea Południowa (KOR) Song Seung-hyun |
| Jazda na eliminację 20000 m      | Korea Południowa (KOR) Son Geun-seong | Chińskie Tajpej (TPE) Liao Yen-sheng  | Chińskie Tajpej (TPE) Chen Yan-cheng   |

### Kobiety
| Konkurencja                      | Złoty                                | Srebrny                             | Brązowy                              |
| Jazda indywidualna na czas 200 m | Chiny (CHN) Zang Yinglu              | Korea Południowa (KOR) An Yi-seul   | Korea Południowa (KOR) Shin So-yeong |
| Sprint na 500 m                  | Korea Południowa (KOR) Shin So-yeong | Chińskie Tajpej (TPE) Chen Ying-chu | Chiny (CHN) Zang Yinglu              |
| Jazda na punkty 10000 m          | Chiny (CHN) Guo Dan                  | Korea Południowa (KOR) Woo Hyo-sook | Chińskie Tajpej (TPE) Yang Ho-chen   |
| Jazda na eliminację 20000 m      | Chińskie Tajpej (TPE) Li Meng-chu    | Korea Południowa (KOR) Lee Seul     | Chińskie Tajpej (TPE) Yang Ho-chen   |

## Tabela medalowa
| Poz.    | Państwo               | Złoto | Srebro | Brąz | Łącznie |
| ------- | --------------------- | ----- | ------ | ---- | ------- |
| 1       | Korea Pd. (KOR)       | 3     | 5      | 3    | 11      |
| 2       | Chińskie Tajpej (TPE) | 3     | 3      | 3    | 9       |
| 3       | Chiny (CHN)           | 2     | -      | 2    | 4       |
| Łącznie | Łącznie               | 8     | 8      | 8    | 24      |